# Trío n.º 2 (Turina)
El Trío n.º 2 opus 76 si menor es un trío para piano, violín y violonchelo de Joaquín Turina compuesto en 1933. Fue estrenado el 17 de noviembre de 1933 en la Universidad de Groninga (Países Bajos) por el Trío Neerlandés. En España, se estrenó el 26 de noviembre de 1934, por Emilio Ember (piano), Enrique Iniesta (violín) y Juan Ruiz Casaux (violonchelo) en los estudios de Radio Madrid.
El trabajo está dedicado A monsieur Jacques Lerolle. Fue editado en 1933 por Rouart, Lerolle & Cie. Tiene una duración aproximada de 15 minutos.

## Estructura
1. Lento - Allegro molto moderato - Allegretto - Lento
2. Molto vivace: scherzo ritmo de zortzico en 5/8 - Lento dolcissimo
3. Lento-Andante mosso-Allegro vivo: repetición de los dos temas del primer movimiento con variaciones rítmicas.

## Discografía
- Trío Lincoln (Cedille, 2014)
- The Bekova Trío (Chandos, 2001)
- Trío Beaux Arts (Philips, 1996)
- Trío Arbós, integral de los Tríos con piano de Joaquín Turina (Naxos, 2001)
- Trío de Madrid (Ensayo, 1982/1991)
- Trío Parnassus (ODM Oro, 2003)